# 中华人民共和国最高人民检察院检察长
中华人民共和国最高人民检察院检察长（简称最高人民检察院检察长），是中华人民共和国最高法律监督机关最高人民检察院的负责人，位列党和国家领导人，也是中华人民共和国最高级别的检察官。根据《中华人民共和国检察官法》第五章第二十八条的规定的规定，中华人民共和国最高人民检察院检察长是中华人民共和国的首席大检察官。

## 选罢和任期
《中华人民共和国宪法》规定，最高人民检察院检察长由全国人民代表大会选举；每届任期同全国人民代表大会每届任期相同，连续任职不得超过两届。全国人民代表大会有权罢免最高人民检察院检察长。
《中华人民共和国人民检察院组织法》第三十七条规定，“最高人民检察院检察长由全国人民代表大会选举和罢免……”
《中华人民共和国检察官法》第十八条规定，“检察官的任免，依照宪法和法律规定的任免权限和程序办理。”“最高人民检察院检察长由全国人民代表大会选举和罢免……”

## 职责
《中华人民共和国人民检察院组织法》第三十六条规定，“人民检察院检察长领导本院检察工作，管理本院行政事务。”
- 第二十六条规定，“人民检察院检察长或者检察长委托的副检察长，可以列席同级人民法院审判委员会会议。”
- 第三十条规定，“……检察委员会由检察长、副检察长和若干资深检察官组成，成员应当为单数。”
- 第三十二条规定，“检察委员会会议由检察长或者检察长委托的副检察长主持。……”

《中华人民共和国检察官法》第七条规定，“检察官的职责：
（一）对法律规定由人民检察院直接受理的刑事案件进行侦查；
（二）对刑事案件进行审查逮捕、审查起诉，代表国家进行公诉；
（三）开展公益诉讼工作；
（四）开展对刑事、民事、行政诉讼活动的监督工作；
（五）法律规定的其他职责。
检察官对其职权范围内就案件作出的决定负责。”
第八条，“人民检察院检察长、副检察长、检察委员会委员除履行检察职责外，还应当履行与其职务相适应的职责。”
第四十条规定，“检察官考评委员会的组成人员为五至九人。”“检察官考评委员会主任由本院检察长担任。”

## 衔级
《中华人民共和国检察官法》第十八条规定，“检察官实行单独职务序列管理。”“检察官等级分为十二级，依次为首席大检察官、一级大检察官、二级大检察官、一级高级检察官、二级高级检察官、三级高级检察官、四级高级检察官、一级检察官、二级检察官、三级检察官、四级检察官、五级检察官。”根据该法，中华人民共和国最高人民检察院检察长为中华人民共和国首席大检察官。1995年该法颁布实施时，最高人民检察院检察长为张思卿，是依照该法拥有首席大检察官头衔的首位最高人民检察院检察长；2002年3月21日，中国首次任命了42名首席大检察官、大检察官，韩杼滨是中国首次任命的首席大检察官。

## 历任检察长
| 届次 | 任次 | 姓名   | 照片                         | 任期                                                        | 选举/任命会议                      |
| --- | ---- | ------ | ---------------------------- | ----------------------------------------------------------- | ---------------------------------- |
| 行宪前 | 1    | 罗荣桓 |                              | 1949年10月1日－1954年9月27日 （中央人民政府最高人民检察署） | 中央人民政府委员会第一次会议       |
| 1 | 2    | 张鼎丞 |                              | 1954年9月27日－1959年4月27日                                | 第一届全国人民代表大会第一次会议   |
| 2 | 2    | 张鼎丞 | 1959年4月27日－1965年1月3日  | 第二届全国人民代表大会第一次会议                            |                                    |
| 3 | 2    | 张鼎丞 | 1965年1月3日－1975年1月17日  | 第三届全国人民代表大会第一次会议                            |                                    |
| 1968年，最高人民检察院建制撤销。1975年1月17日，第四届全国人民代表大会第一次会议通过了《中华人民共和国宪法修改草案》，第五节第二十五条规定，“检察机关的职权由各级公安机关行使”，检察机关被撤销。 |      |        |                              |                                                             |                                    |
| 5 | 3    | 黄火青 |                              | 1978年3月5日－1983年6月20日                                 | 第五届全国人民代表大会第一次会议   |
| 6 | 4    | 杨易辰 |                              | 1983年6月20日－1988年4月9日                                 | 第六届全国人民代表大会第一次会议   |
| 7 | 5    | 刘复之 |                              | 1988年4月9日－1993年3月28日                                 | 第七届全国人民代表大会第一次会议   |
| 8 | 6    | 张思卿 |                              | 1993年3月28日－1998年3月17日                                | 第八届全国人民代表大会第一次会议   |
| 9 | 7    | 韩杼滨 |                              | 1998年3月17日－2003年3月16日                                | 第九届全国人民代表大会第一次会议   |
| 10 | 8    | 贾春旺 |                              | 2003年3月16日－2008年3月16日                                | 第十届全国人民代表大会第一次会议   |
| 11 | 9    | 曹建明 |                              | 2008年3月16日－2013年3月15日                                | 第十一届全国人民代表大会第一次会议 |
| 12 | 9    | 曹建明 | 2013年3月15日－2018年3月18日 | 第十二届全国人民代表大会第一次会议                          |                                    |
| 13 | 10   | 张军   |                              | 2018年3月18日－2023年3月11日                                | 第十三届全国人民代表大会第一次会议 |
| 14 | 11   | 应勇   |                              | 2023年3月11日－現任                                         | 第十四届全国人民代表大会第一次会议 |

## 在世前任检察长
截至2025年3月，历任最高人民检察院检察长中有4位仍在世：
| 姓名   | 任期           | 出生日期与年龄     | 备注 |
| ------ | -------------- | ------------------ | ---- |
| 韩杼滨 | 1998年－2003年 | 1932年2月（93歲）  |      |
| 贾春旺 | 2003年－2008年 | 1938年5月（86歲）  |      |
| 曹建明 | 2008年－2018年 | 1955年9月（69歲）  |      |
| 张军   | 2018年－2023年 | 1956年10月（68歲） |      |

最近一位去世的前任检察长是张思卿，于2022年6月17日去世，享壽90岁。